# Philipp Krebs (Komponist)
Philipp Alexander Krebs (* 1994 in Neustadt an der Weinstraße) ist ein deutscher Komponist.

## Leben und Arbeit
Philipp Krebs wurde 1994 in Neustadt an der Weinstraße geboren und wuchs im pfälzischen Haßloch auf. Mit 17 Jahren begann er, eigene Musik zu komponieren und konnte bei Nachwuchswettbewerben erste Erfolge erzielen.
Von 2013 bis 2017 studierte er Komposition bei Martin Schüttler und Marco Stroppa an der Hochschule für Musik und Darstellende Kunst Stuttgart sowie von 2018 bis 2021 bei Gordon Kampe an der Hochschule für Musik und Theater Hamburg.
Sein Portfolio umfasst neben Werken für Ensembles in verschiedenen Größen und Besetzungen auch Arbeiten für Theater, Film und Installation.
Künstlerisch setzt er sich mit gegenwärtigen Trends und Tendenzen im Umgang mit der Gestaltung von Sound-Design und Soundtracks in den Medien des popkulturellen Mainstreams auseinander.
Für Aufführungen seiner Werke arbeitete er mit zahlreichen Ensembles und Klangkörpern zusammen, wie z. B. dem AAA—AAA Gitarrenduo, Decoder Ensemble, emex-Ensemble, Ensemble Garage, Ensemble Modern, ensemble recherche, electronic ID, Ictus Ensemble, LJE Neue Musik Baden-Württemberg, NAMES, Pony Says oder Suono Mobile. Konzerte und Performances erfolgten u. a. bei Acht Brücken Köln, blurred edges Hamburg, cresc. biennale Frankfurt a. M., Der Sommer in Stuttgart, Donaueschinger Musiktage Next Generation, Eclat Festival Stuttgart, Klub Katarakt Hamburg sowie Ultraschall Berlin.
2019 erhielt er für sein Werk gridlocked den 1. Preis beim Internationalen Kompositionswettbewerb des Acht Brücken Festivals Köln.
2023 wurde er für sein Werk Paramount mit dem 68. Kompositionspreis der Landeshauptstadt Stuttgart ausgezeichnet.
Residenzen und Aufenthaltsstipendien führten ihn in die Villa Aurora Los Angeles, an die Cité Internationale des Arts Paris sowie auf Schloss Wiepersdorf in Brandenburg.
Er gehört zum Stipendienjahrgang 2017 der Kunststiftung Baden-Württemberg sowie zum Stipendienjahrgang 22/23 der Claussen-Simon-Stiftung im stART.up Programm.
Neben dem Komponieren ist er als Artistic Co-Director des Stuttgarter Trios für zeitgenössische Musik Pony Says tätig.
Ab 2024 übernimmt er die Geschäftsführung des Landeszentrums CAMPUS GEGENWART an der Hochschule für Musik und Darstellende Kunst Stuttgart.
Er lebt und arbeitet in Hamburg.

## Werke (Auswahl)

### Solo
- Abfertigung, Etüden [selbstportrait 5] (2019/2021), für E-Gitarre solo
- gloss [selbstportrait 3] (2018), für Keyboards & Elektronik
- the only easy day was yesterday (2016), für Trompete solo mit Live-Elektronik & Video

### Kammermusik
- INHERENCE (2023), für KORG MS20-Synthesizer, Trio & Elektronik
- haul (2021), für 5 Instrumente & Live-Elektronik
- gridlocked (2018), für 4 Instrumenten & Klangregie mit MIDI-Turntables & 4-Kanal-Elektronik
- deadlocked [selbstportrait 2] (2018), für Bläserquartett & Elektronik
- transient, selbstportrait (2017), für 3 Performer & Elektronik

### Ensemble
- VICE (2023), für Ensemble & Elektronik
- PARAMOUNT (2021/2022), für Ensemble & Elektronik
- SURGE (2020), für Ensemble & Elektronik

### Sonstiges
- Schluckauf (2023), Musik & Sound-Design zu einem Kurzfilm von Marcel Felix Schuhardt & Maxie Le Devehat
- at close quarters (2018/19), für 2 Performer an Klavier mit Schleifmaschinen & Live-Elektronik